# Agnorisma collaris
Agnorisma collaris là một loài bướm đêm trong họ Noctuidae.